# Sophie Lefranc-Duvillard
Sophie Lefranc-Duvillard (Bourg-Saint-Maurice, 1971. február 5. – 2017. április 22.) francia alpesisíző.

## Pályafutása
Három olimpián vett részt (1992, Albertville, 1994, Lillehammer, 1998, Nagano). 1998-ban Naganóban műlesiklásban az ötödik helyen végzett.